# Proculus (usurpateur)
Vous lisez un « article de qualité » labellisé en 2020.
Pour les articles homonymes, voir Proculus.
Proculus est un usurpateur romain qui s'est proclamé empereur contre Probus en 281, peut-être à Lugdunum (Lyon) ou à Cologne. Il n'est connu que par quelques mots des abréviateurs romains et une courte biographie de l’Histoire Auguste. La brièveté de son règne et la rareté de ses possibles émissions monétaires ont suscité à la Renaissance l'intérêt des numismates, et provoqué la diffusion de fausses monnaies, sous la dénomination impériale « Titus Aelius Proculus », reprise par les historiens.
Toujours à la Renaissance, certains exploits attribués à Proculus excitent la verve rabelaisienne. La perception de son bref règne change à partir du XIXe siècle, avec la critique historique de l'Histoire Auguste, où sa biographie est reconnue comme fantaisiste, tandis que les experts numismatiques récusent comme fausses les monnaies au nom de Titus Aelius Proculus. La découverte à la fin du XXe siècle d'une unique monnaie authentifiée, puis d'une seconde, confirme toutefois l'usurpation de Proculus en Gaule, comme seul fait historique avéré.

## Contexte

Carte de la frontière nord de la Gaule, emplacement des peuples francs (noms en vert) et Alamans au milieu du IIIe siècle.

L'Empire romain connaît une grave crise au cours du IIIe siècle, marquée notamment par de nombreuses mutineries militaires, proclamant d'éphémères usurpateurs, et par des attaques des peuples aux frontières. La Gaule a été touchée en profondeur par des raids de pillage des Francs et des Alamans. Dans le dernier quart de ce siècle, les empereurs illyriens, issus de l'armée du Danube, parviennent à s'imposer et ramènent l'ordre, à l'intérieur de l'empire et sur ses frontières. L'un d'eux, Probus, est au pouvoir de 276 à 282. Il intervient en 281 avec son armée en Gaule et sur le limes de Germanie, ainsi que le prouvent les observations numismatiques : production massive de numéraire par les ateliers monétaires italiens de Ticinum et de Rome, et de Lugdunum pour financer l'armée, puis émission de monnaies commémorant la victoire sur les Germains et le franchissement du Rhin. L'élimination des usurpateurs gaulois s'est donc faite lors de cette campagne militaire.

## Sources

### Sources littéraires

#### Inventaire
Les textes qui citent Proculus sont peu nombreux et le plus souvent abrégés : diverses Histoires du IVe siècle ne donnent que quelques mots : Eutrope rapporte que Probus écrasa les usurpateurs « Proculus et Bonosus à Agrippina (Cologne) », sans autre précision. Aurelius Victor omet Proculus et ne mentionne que Bonosus à Cologne parmi les usurpations contre Probus, tandis que l'Épitomé de Caesaribus qu'on lui attribue à tort mentionne bien Proculus et Bonosus. Au Ve siècle, Paul Orose n'en dit guère plus : « à Agrippina [Probus] défit Proculus et Bonosus dans une série de grandes batailles et les tua ». L’Histoire Auguste est la seule à produire une biographie, dont l'auteur déclaré, Flavius Vospicus, contemporain de Constantin Ier (306-337), indique dans la Vie de Probus que « Proculus et Bonosus avaient pris le pouvoir à Cologne en Gaule et revendiquaient les provinces de Bretagne, d'Espagne et de Gaule narbonnaise ». Il consacre ensuite à Proculus et trois autres usurpateurs un texte un peu développé, qui forme le chapitre dit Le quadrige des tyrans. L'Histoire Auguste est la seule source connue qui relie Proculus à Lugdunum (aujourd'hui Lyon), tandis que les autres textes situent Proculus et Bonosus à Cologne.

#### Réception des sources littéraires
L’Histoire Auguste a été redécouverte à la Renaissance et diffusée grâce à l'imprimerie, et pendant plusieurs siècles, des historiens faisant autorité comme Edward Gibbon ou Victor Duruy ne contestaient ni l'existence de Flavius Vopiscus et des autres biographes de l'Histoire Auguste, ni la date de rédaction de leurs textes, fixée au début du IVe siècle, et admettaient nombre de détails parfois douteux malgré un jugement défavorable sur les auteurs. Dans les notes qu'il a prises pour rédiger l'histoire de Lyon, l'historien lyonnais Antoine Péricaud (1782–1867) reprend textuellement la biographie de Proculus rédigée par Flavius Vopiscus. Il tente de concilier les indications géographiques contradictoires des auteurs antiques en supposant que Proculus se fait proclamer à Lyon et établit ensuite le siège de son gouvernement à Cologne.
La perception des historiens sur l'Histoire Auguste évolue à partir de 1889, avec la démonstration de Hermann Dessau de l'inexistence de Flavius Vopiscus et de ses co-auteurs, en réalité pseudonymes d'un auteur unique, plus tardif mais inconnu. Cette thèse a emporté peu à peu l'adhésion des historiens du XXe siècle. Ils reconnaissent que cette œuvre n'est pas entièrement historique et contient une part de fiction et de fantaisie. Le récit historique sert alors de support à la fantaisie, au canular et au burlesque, et multiplie les allusions à l'attention du lecteur cultivé. Plus précisément selon Ronald Syme, tout le chapitre du Quadrige des tyrans n'est que fiction et l'auteur s'y révèle un imposteur « au plus haut sommet de son art ».

### Sources monétaires
Les sources autres que littéraires sont encore plus problématiques : on ne connaît aucune inscription mentionnant Proculus, et le témoignage des monnaies émises par l'usurpateur se révèle incertain. Tout usurpateur frappe dès sa proclamation des monnaies à son effigie pour payer ses troupes. Avec l'engouement pour les collections de médailles (nom donnée aux pièces antiques) qui se développe à la Renaissance, soutenu par la redécouverte du texte de l'Histoire Auguste et l'attrait suscité pour les monnaies dont la rareté découle de la brièveté du règne d'un usurpateur, des faux vont apparaître.

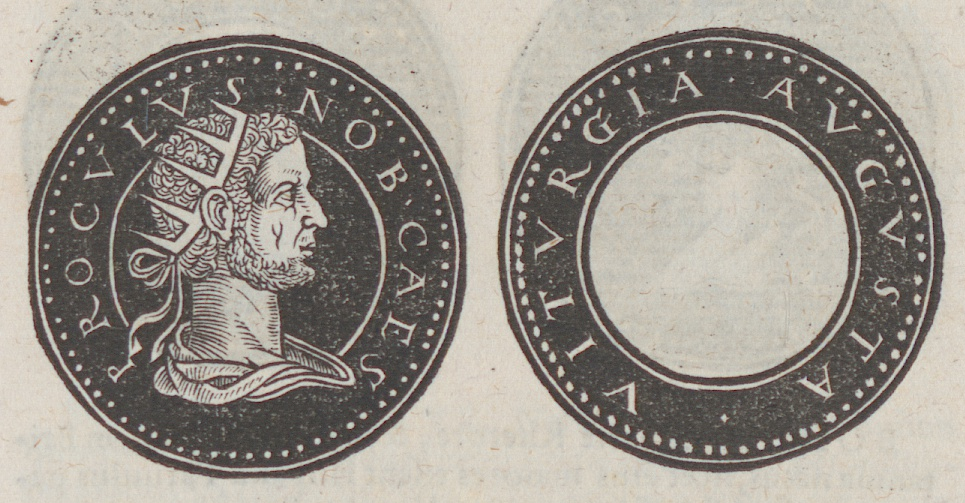
Portrait fictif de Proculus par Jacopo Strada (édition latine de 1557 de son ouvrage sur la numismatique).

Les premiers ouvrages numismatiques publient des galeries de médailles d'empereurs et d'usurpateurs, quitte à compléter les lacunes par des faux, ensuite pérennisés en les reproduisant d'une édition à l'autre. Ainsi en 1533, l'artiste érudit Jacopo Strada publie à Lyon, dans une Epitome du Thresor des antiquez, c’est-à-dire pourtraits des vrayes medailles des Empereurs, un dessin de pure imagination qu'il dit être la copie d'une monnaie de Proculus portant la légende PROCVLVS NOB CAES, accompagné de la description d'un revers FIDES MILITUM non moins fictif et d'un extrait de l'Histoire Auguste relatif au personnage. Plus tard en 1579 à Anvers, Hubert Goltzius et Adolph Occo publient chacun un catalogue de médailles romaines, où figure pour Proculus une légende monétaire d'apparence complète chez Goltzius : Imp. C. T. Ael. Proculus P F Aug, et un résumé de règne titré T. Aelius Proculus chez Occo, pérennisant pour plusieurs siècles ce nom fictif pour Proculus.
Aux XVIIe et XVIIIe siècles, les collectionneurs continuent à référencer la même monnaie de Proculus, soit en copiant la description de leurs prédécesseurs, soit à partir de faux conservés dans les médailliers. Jean-Jacques Chifflet décrit en 1647 une monnaie de Proculus reprenant l'avers indiqué par Goltzius, et fournissant enfin la description d'un revers, qui figure Mars. Francesco Mezzabarba Birago en 1683 reproduit les indications d'Occo et de Chifflet. En 1730, le catalogue publié par Filippo Argelati illustre d'un dessin fantaisiste une monnaie de Proculus portant la légende Imp C. T. Proculus Aug. Au XIXe siècle, les numismates se montrent enfin plus circonspects : Joseph Eckhel en 1797 cite la description de Chifflet avec de grandes réserves, tandis que le paragraphe sur Proculus du catalogue de Henry Cohen rejette catégoriquement toute description et considère Golzius, Chifflet et Mezzabarba comme « les auteurs les moins dignes de foi ».
Silviane Estiot a néanmoins retrouvé dans les médailliers des musées de Grenoble, de Paris et de Lyon le même exemplaire de faux antoninien à l'effigie de Proculus, que Goltzius et Chifflet ont peut-être vu et qu'elle décrit comme suit : à l'avers, buste drapé de Proculus portant la couronne radiée, légendé IMP C T AEL PROCVLVS, au revers, Mars debout à gauche tenant une lance pointe en bas et un trophée, légendé VIRTUS AVG. Elle date cette production d'un faussaire du milieu du XVIe siècle qui a alimenté les collectionneurs de son époque en pièces à l'effigie des usurpateurs.
La première monnaie admise comme authentique est acquise en 1991 par le musée numismatique de Munich. Elle se présente comme suit :
avers, buste de Proculus portant la couronne radiée et une cuirasse, légendé IMP C PROCULUS AUG,
revers, Victoire (?) debout regardant à gauche, tenant une couronne et un long sceptre, légendé (VI)CTORIA AU(G). Tandis que le buste de l'avers est de facture conforme aux frappes de l'époque, le motif du revers présente des incongruités, car la Victoire représentée est dépourvue d'ailes et un tel sceptre long ne fait pas partie des attributs classiques d'une Victoire. La pièce pourrait donc avoir été produite par une officine clandestine, peut-être en imitation d'une frappe officielle.

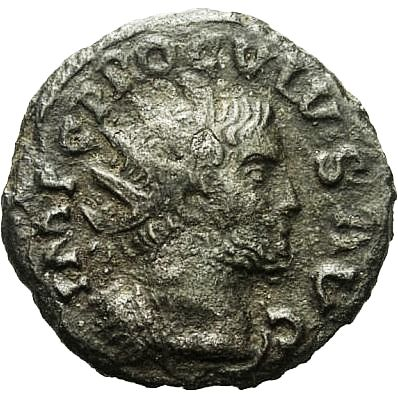
Second antoninien de Proculus, 2.96 g, diamètre maximum 19.27 mm.

Une monnaie argentée identifiée comme le second exemplaire connu émis par Proculus a été découverte le 7 novembre 2012 avec un détecteur de métaux dans un champ près de Stamford Bridge (Angleterre). Jugée authentique d'après sa patine, elle présente des motifs et des légendes identiques au premier exemplaire, prouvant leur origine de la même officine, avec un meilleur centrage du revers. Elle est proposée aux enchères à Londres le 10 avril 2013 puis vendue en Allemagne le 9 décembre 2013.

## Biographie, selon l'Histoire Auguste
L'auteur de l'Histoire Auguste est désormais connu pour son goût du canular et sa capacité inventive, alimentée par les réminiscences de ses nombreuses lectures. L'analyse historique de son texte devient une recherche des multiples allusions aux auteurs latins qui l'ont précédé. Ainsi André Chastagnol estime que les indications sur la naissance de Proculus, son épouse, ses exploits et ses mœurs sont de pures inventions.

### Empereur et brigand
L'Histoire Auguste débute la biographie de Proculus par une série de plaisanteries sur le thème des brigands (en latin latrones) : Proculus serait originaire d'Albingaunum, ville de la côte ligure où ses ancêtres et lui-même se seraient enrichis par des rapines. Albingaunum était connu par Plutarque comme base de pirates avant sa soumission à Rome, ce qui motive selon Chastagnol cette indication comme lieu de naissance. Plus loin dans sa « biographie », la proclamation de Proculus est rapportée comme une blague : lors d'un banquet à Lugdunum, il remporte dix fois de suite le titre d'empereur au jeu des latroncules, où les pions sont des petits brigands (latronculi, diminutif de latrones) ; par dérision, un des participants du banquet lui met un lainage pourpre sur les épaules et le salue du titre d'Auguste, ce qui aurait incité Proculus à prendre le pouvoir.

### Une épouse gauloise
L'Histoire Auguste attribue à Proculus une autre série de fantaisies, sur les femmes : son épouse, qualifiée de virago et nommée Vituriga,, aurait poussé Proculus à prendre le pouvoir, et aurait alors changé son nom en Samson, allusion au Samson biblique doué d'une force extraordinaire. Cette caricature reprend, note Ronald Syme, le stéréotype de l'épouse gauloise développé par Ammien Marcellin : « Si un Gaulois au cours d'une rixe fait appel à sa femme, qui est beaucoup plus vigoureuse que lui [...], une troupe d'étrangers ne pourra lui tenir tête, surtout quand celle-ci [...] commence à décocher des coups de poing semblables à des projectiles de catapulte ». Pour François Jacques, son nom d'origine, Vituriga, est une claire allusion à Biturica, cépage bien connu des Romains, abondamment cité par Columelle, ce qui renvoie à un autre stéréotype d'Ammien Marcellin, le Gaulois grand buveur de vin.

### Une lettre originale
L'auteur de l'Histoire Auguste se présente en continuateur de Suétone, qui à de multiples reprises cite des documents des archives impériales, dont de la correspondance. Le pseudo Flavius Vospicus pastiche donc Suétone en citant aussi des courriers, fruits de son imagination. Ainsi il dit avoir recopié cette lettre de Proculus : « j'ai capturé cent vierges Sarmates. En une nuit j'en ai possédé dix. Par ailleurs, je les ai toutes, dans la mesure de mes moyens, rendues femmes dans les quinze jours ».
Certains historiens modernes ont pris en considération cette vantardise, avec plus ou moins de distance. Le Britannique Edward Gibbon la signale en note pour son caractère surprenant, et n'en cite in extenso le texte qu'en latin, pour ne pas trop offusquer. Le Lyonnais Antoine Péricaud se limite à une allusion désapprobatrice : . Après les démonstrations de Dessau et de ses successeurs sur les aspects fantaisistes de l'Histoire Auguste, cette lettre est comprise comme la plaisanterie salace d'un écrivain faussaire. Un lecteur cultivé romain fera la comparaison avec l'aventure d'Hercule mettant enceintes les cinquante filles du roi Thespios en cinquante nuits. André Chastagnol y voit même la réplique égrillarde à la lettre de Jérôme de Stridon Du soin de conserver la virginité, dans laquelle il déplore « on a le regret de le dire : que de vierges tombent tous les jours ».

### Un règne bref

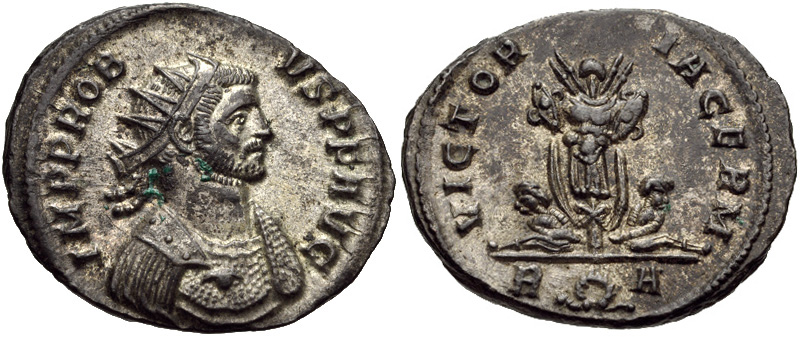
Antoninien de Probus, commémorant ses victoires sur les Germains. Frappée à Rome en 280.

Vers 280 ou 281, Proculus se proclame donc Auguste. L'Histoire Auguste lui prête d'invraisemblables exploits militaires : avant sa proclamation « [il] passa toute sa vie sous les armes, comme tribun à la tête de nombreuses légions, et accomplit des exploits ». Après sa proclamation, il se serait rendu maître des armées en Gaule, il aurait armé 2 000 esclaves et anéanti les Alamans en les combattant avec une tactique de brigand.
Dès que Probus marche contre Proculus, il s’enfuit et se réfugie chez les Francs, dont selon l’Histoire Auguste, il serait originaire. Ceux-ci le livrent à Probus, qui le fait exécuter. L'historien Ronald Syme suggère que ce lien avec les Francs viendrait d'une lecture faite par l'auteur de l’Histoire Auguste de l'usurpation de Sylvain, rapportée par Ammien Marcellin. En effet, un certain Proculus fait partie de l'entourage de Sylvain, qui est lui-même d'ascendance franque et qui songe à se réfugier chez les Francs, détails qu'on retrouve dans l'Histoire Auguste.

## Postérité: entre résurgences et révision

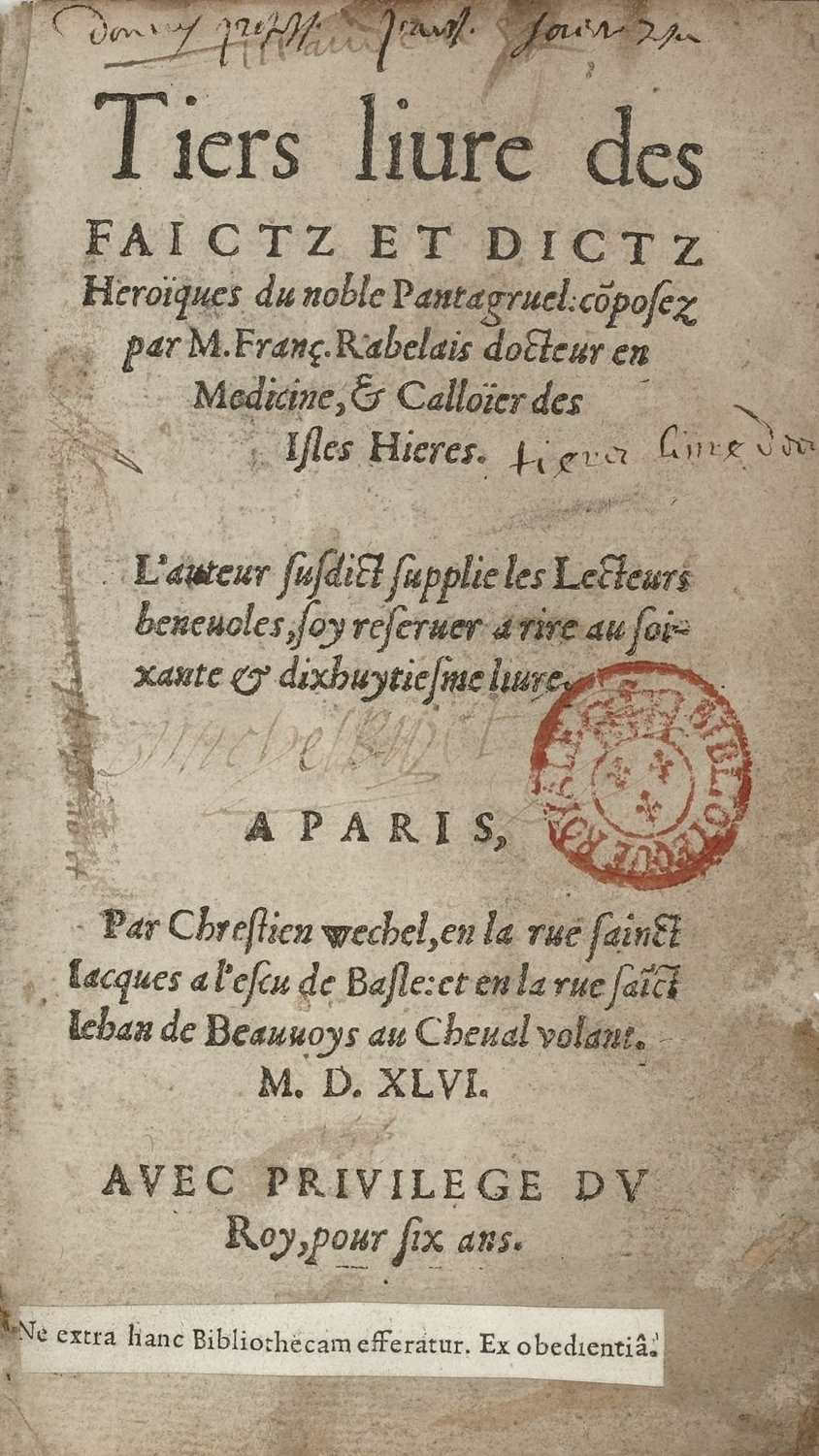
Le Tiers livre de François Rabelais, page de titre (1546).

Plusieurs écrivains de la Renaissance, lecteurs des textes antiques, ont évoqué le Proculus de l'Histoire Auguste. Ainsi l'humaniste Corneille Agrippa (1486-1535) cite dans son traité De l'incertitude et vanité des sciences la fameuse lettre de Proculus « entre lesquels l'empereur Proculus ne fut des moins estimés en cet exercice, car l'on peut voir par une épitre qu'il écrit qu'ayant choisi cent pucelles polonaises entre les prisonnières de guerre, il en dépucela dix dans la première nuit et vint à bout du reste dans la quinzaine ». Dans la même veine, Rabelais dans Le Tiers Livre publié en 1546 fait rétorquer Panurge à frère Jean : « je veulx qu’on saiche que de mesmes calibre j’ay le ferrement infatiguable. Ne me allegue poinct icy en paragon les fabuleux ribaulx Hercules, Proculus Cæsar, & Mahumet ». Enfin en 1579, Adolph Occo, numismate mais aussi médecin, remarque chez Proculus un désir prodigieux (homo prodigiosae libidinis).
Plus sérieusement, le Catalogue des lyonnais dignes de mémoire publié par la Société littéraire de Lyon en 1839 répertorie Proculus avec une notice succincte « Proculus (Titus Aelius) : natif d'Albenga, sur la côte de Gènes ; proclamé empereur à Lyon ou à Cologne, l'an 280, il fut vaincu et mis à mort par Probus ».
Malgré les travaux et les réfutations des historiens sur l'Histoire Auguste au cours du XXe siècle, on publie encore en 1990 un ouvrage vulgarisant l'histoire romaine de Lyon, qui reprend littéralement le récit attribué à Flavius Vopsicus de l'usurpation d'un « Titus Aelius Proculus », avec des inventions supplémentaires qui en font un « obscur officier en garnison à Lyon ». Les publications de 2007 des historiens et des archéologues lyonnais sont plus à jour : « en 281 un certain Proculus avait usurpé la pourpre impériale avec la sympathie des Lyonnais et tenté avec un autre usurpateur de soulever l'armée du Rhin. Son échec provoqua une nouvelle répression à Lyon ».
Enfin, les dernières publications de 2019 prennent une distance définitive avec ce texte : « en dépit du témoignage de l'Histoire Auguste, c'est peut-être à Cologne et non à Lyon que se déclara l'usurpation de Proculus, associé à Bonosus en 280-281. Elle fut rapidement réprimée par l'empereur Probus. »